# Araçás
Araçás is een gemeente in de Braziliaanse deelstaat Bahia. De gemeente telt 12.209 inwoners (schatting 2009).